# Raix

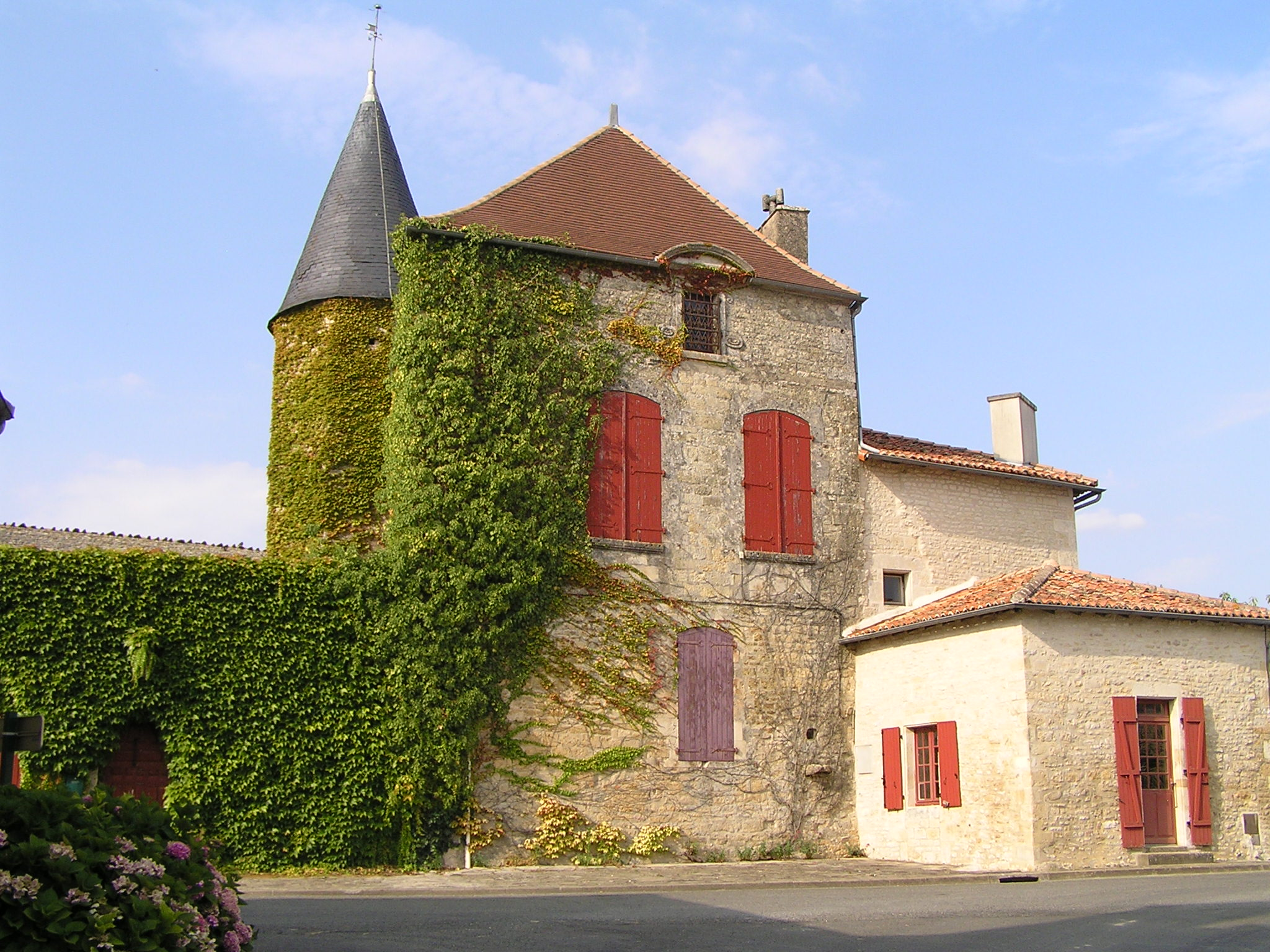
Château de Raix

Raix (okzitanisch: gleichlautend) ist ein Ort und eine Gemeinde mit 116 Einwohnern (Stand 1. Januar 2022) im westfranzösischen Département Charente in der Region Nouvelle-Aquitaine.

## Lage
Der Ort Raix liegt in einer Höhe von etwa 132 m ü. d. M. im Norden der alten Kulturlandschaft des Angoumois in geringer Entfernung zum Département Vienne und damit zur historischen Provinz Poitou. Der Ort ist etwa 52 km (Fahrtstrecke) in westlicher Richtung von der Stadt Confolens entfernt; bis nach Angoulême sind es rund 47 km in südlicher Richtung. Das vom Atlantik bestimmte Klima ist mild; Regen fällt verteilt über das ganze Jahr.

## Bevölkerungsentwicklung
| Jahr      | 1800 | 1851 | 1901 | 1954 | 1999 | 2013 |
| Einwohner | 435  | 465  | 295  | 234  | 150  | 149  |

Der kontinuierliche Bevölkerungsrückgang im 20. Jahrhundert ist im Wesentlichen auf die Folgen der Reblauskrise im Weinbau und die zunehmende Mechanisierung der Landwirtschaft zurückzuführen.

## Wirtschaft
Der Ort und seine Umgebung waren jahrhundertelang landwirtschaftlich geprägt; die meisten Menschen lebten als Selbstversorger von den Erträgen ihrer Felder und Gärten; auch Viehzucht wurde betrieben. Im Ort selbst ließen sich auch Handwerker und Kleinhändler nieder. Im ausgehenden Mittelalter und in der frühen Neuzeit wurde der Weinbau vorangetrieben, der jedoch – nach der Reblauskrise im ausgehenden 19. und beginnenden 20. Jahrhundert – heutzutage keine Bedeutung mehr hat.  Seit den 1960er Jahren spielt der Tourismus in Form der Vermietung von Ferienwohnungen (gîtes) eine nicht unbedeutende Rolle im Wirtschaftsleben der Gemeinde.

## Geschichte
Auf dem Gemeindegebiet wurden sowohl aus der Jungsteinzeit als auch aus der Latène- und Römerzeit Spuren und Keramikreste entdeckt. In der Antike gehörte die Region zum Siedlungsgebiet der keltischen Piktonen, die von Caesar im Verlauf des Gallischen Krieges unterworfen wurden. Zu Beginn des 12. Jahrhunderts wird erstmals eine Burg (château) erwähnt.

## Sehenswürdigkeiten
- Die Kirche Saint-Barthélemy wurde im 12. Jahrhundert aus exakt behauenen Steinen errichtet, was auf eine ehemalige Prioratskirche hinweist; nur der Vierungsturm besteht größtenteils aus nur wenig behauenen Bruchsteinen. Die halbrunde Apsis ist durch Halbsäulenvorlagen gegliedert; darüber befindet sich ein Konsolenfries mit einfachen Köpfen und Figuren. Die Dächer bestehen aus Steinschindeln (lauzes). Der ursprünglich rechteckige Giebel der Fassade wurde im 19. Jahrhundert zugunsten eines dreieckigen entfernt. Das Portal der eher schlichten Fassade ist mehrfach zurückgestuft; unterhalb des Giebels verläuft ein Rundbogenfries auf Konsolen. Das Kirchenschiff ist tonnengewölbt. Der Kirchenbau wurde bereits im Jahr 1913 als Monument historique anerkannt.[4] Der um 1800 aus Holz gefertigte Altar der Kirche mitsamt dem Tabernakel wurde im Jahr 2004 in die Inventarliste der Monuments historiques aufgenommen.[5]
- Vom Château de Raix sind nur wenige Teile erhalten. Diese stammen – mit Ausnahme eines runden Treppenturms – hauptsächlich aus der Zeit des 16. bis 18. Jahrhunderts.